# Martine Michaud
Pour les articles homonymes, voir Michaud.
Martine Michaud est une photographe et artiste multidisciplinaire québécoise.

## Biographie
Née au Nouveau-Brunswick, Martine Michaud vit et travaille à Montréal. Artiste photographe, elle se consacre exclusivement à la photographie et aux arts visuels depuis 2007. Ses œuvres, signées Mishô, comprennent des reportages, des portraits ainsi que des photos compositions plus abstraites. Son travail a été présenté au public dans le cadre d’expositions solo ou de groupe, à Montréal, Toronto, Barcelone et Trieste. Elle se mérite plusieurs mentions d'honneur dans diverses compétitions internationales en photo professionnelle. Elle est gagnante des catégories Photo urbaine, Portrait et Nature dans trois compétitions internationales récentes, Elle est l’auteure de deux livres de photographie, « Bhoutan, lotus et/and dragon » (2014) et « Héritières de Bouddha, à la rencontre des nonnes Shéchèn du Bhoutan » (2017). 
Durant les premières années de sa vie professionnelle, Martine Michaud a d'abord été professeure de lettres dans divers cégeps de la région de Montréal. Par la suite, elle a entrepris une carrière artistique comme chanteuse, metteur en scène et conceptrice de spectacles multimédia. En 1988, en collaboration avec Alain Déry, elle a fondé la compagnie Micro-Accès. En 1998, elle a créé PetitMonde.com, un magazine Web destiné à la famille et aux professionnels de l'enfance et dont elle a été éditrice jusqu'à sa vente à Québecor en 2007.

## Réalisations professionnelles
Expositions solo
- 2019 - « Sous la surface », Galerie Luz, édifice du Belgo, Montréal
- 2017 - « Sésame », Centre culturel marocain, Montréal
- 2014 -   Exposition dans le cadre du lancement de son livre « Bhoutan, lotus et dragon », Espace Lozeau, Montréal
- 2014 -  «Bhoutan, sur la route du bonheur national brut »,  Maison du développement durable, Montréal
- 2012 - « Sésame », Musée de la photographie, Drummondville
- 2011 - « Zones translucides », Galerie Luz, édifice du Belgo, Montréal
- 2010 - « Complètement maroque ! » : Galerie du Cinéma du Parc dans le cadre du Festival du monde arabe de Montréal

Expositions de groupe
- 2020 - Galeria FotoNostrum, Barcelone, 14th Julia Margaret Cameron Awards, gagnante pour la catégorie Portrait et pour ses photos prises en Arctique en août 2019
- 2019 - Festival Trieste Photo Days (Italie), exposition dans le cadre du Dotard Urban Photo Awards,
- 2019 - Galeria FotoNostrum, Barcelone 13th Pollux Awards, gagnante dans deux catégories (Pros): Photo urbaine et Portrait.
- 2019 - 13th Julia Margaret Cameron Awards, gagnante dans la catégorie Photo urbaine
- 2018 - Galeria ValidFoto, Barcelone dans le cadre de sa mention d'honneur dans la catégorie Architecture (Pros)
- 2018 - 5e Biennale de la photographie, Barcelone
- 2017 - Kindred, Connection Gallery, Toronto
- 2017 - Kindred, Écomusée du Fier Monde, Montréal
- 2016 - Artistes pour la paix, Forum social mondial
- 2013 - Festival Vues d'Afrique, Montréal
- 2013 - Concis mais précis, Galerie l’Espace contemporain, Montréal (novembre)
- 2013 - Éloge du peu, Galerie l’Espace contemporain, Montréal (mars)
- 2013 - Elégance, Galerie AME-ART (Artistes du Mile End), Montréal (février)
- 2013 - Luminosité, l’art jaune,  Galerie l’Espace contemporain, Montréal (février)
- 2013 - Regard par objectif, Galerie Espace contemporain, Montréal (janvier)
- 2012 - Tentations, Festival Orientalys, Vieux-Port de Montréal (août)
- 2012 - Lumières du Maroc, Maison de l’Afrique, Montréal (avril et mai)
- 2012 - Voir bleu, Galerie Espace contemporain, Montréal (février)
- 2012 - Objectif d’un regard, Galerie Espace contemporain, Montréal (janvier)

## Jusqu'en 2007
- 2007 - Vente de Micro-Accès et du WebMagazine PetitMonde.com
- 1998 - Création du WebMagazine parental PetitMonde.com
- 1992 - Création du spectacle multimédia Chaos Cantabile
- 1989 - Création de l'opéra holophonique multimédia Kâ (Félix de la mise en scène en 1989)[1]
- 1988 - Fondation de la compagnie Micro-Accès
- 1983 - Création du groupe FlashCube
- Premières années de carrière : a été professeure de littérature aux collèges Montmorency et Vieux-Montréal

## Prix et distinctions
- 2019 - Gagnante du 14th Julia Margaret Cameron Awards dans la catégorie Nature (pros), pour sa série de photo prises en Arctique.
- 2019 - Gagnante des compétitions internationales de photo aux 13th Julia Margaret Cameron Awards (2019) et 13th Pollux Awards (avec exposition à Barcelone), pour ses séries de photos de Femmes andalouses et ses Myopies urbaines

Mentions d'honneur dans diverses compétitions internationales dont les plus récentes :  
- ---2020 - plusieurs mentions d'honneur pour ses séries Nature,
- 2019 IPA (International Photo Awards 2019) pour son livre « Bhoutan, Lotus et Dragon »
- ---12th Pollux Awards, mention d'honneur dans la catégorie Architecture (Pros)
- ---11th Julia Margaret Cameron Awards, mentions d'honneur dans 3 catégories : Photo abstraite, Manipulation numérique et Reportage

- FÉLIX, metteur en scène de l'année en 1989, décerné par L'ADISQ pour son spectacle multidisciplinaire Kâ[1].

## Publications
2019 - Photos publiées sur deux pages dans l'édition spéciale du magazine Black & White, pages 188 et 189 du numéro 134, août 2019
2017 - Publication du récit photographique « Héritières de Bouddha, à la rencontre des nonnes Shéchèn du Bhoutan », préface de Matthieu Ricard, Éditions MishôPhoto
2014 - Publication du récit photographique « Bhoutan, lotus et dragon ». préface de Steven Guilbault, Éditions Cayenne